# Formula 1 98
Formula 1 98 es un videojuego de carreras desarrollado por Visual Science y distribuido por Psygnosis exclusivamente para PlayStation. Es la secuela del videojuego de 1997, es decir, Formula 1 97 y se basó en la temporada de 1998 de Fórmula 1.

## Visión general
Tras la partida de Bizarre Creations, Psygnosis ofreció a Reflections Interactive la oportunidad de desarrollar  Formula 1 98 . Sin embargo, se retiraron para desarrollar Driver. Visual Science fue contratado para hacer el juego. El juego se apresuró para su lanzamiento para coincidir con la carrera final del Campeonato Mundial de Fórmula 1 de 1998. Como resultado de esto, el juego terminó siendo muy mal recibido por varias publicaciones de juegos. A pesar de esas críticas negativas, el juego fue un best-seller en el Reino Unido.

## Circuitos
El juego presenta 16 circuitos oficiales de Fórmula 1 basados en el campeonato mundial de Formula 1 1998, más 2 pistas ocultas a las que se puede acceder con códigos de trucos. Uno se basa en un hipódromo, aunque dice "Coloseum" en la pantalla de selección, y otra es una pista de acrobacias.

## Equipos y conductores
El juego presenta a todos los equipos y pilotos oficiales que compitieron en el Campeonato Mundial de Fórmula 1 de 1998, aunque al igual que con su predecesor, Formula 1 97, el nombre y la imagen de Jacques Villeneuve no aparecen debido a sus derechos de autor de ambas cosas. El juego se refiere a él como "Williams Driver 1". Asimismo, en la plantilla del equipo Stewart Grand Prix figuran los dos pilotos que cerraron el campeonato, siendo excluido de ese listado el danés Jan Magnussen, quien había participado en las primeras 7 fechas.

## Recepción
El juego recibió críticas "promedio" según el sitio web de agregación de revisión GameRankings.  PlayStation Power  le dio una revisión del 69%, señalando que "Psygnosis ha logrado obtener la única licencia que no se puede compilar en PlayStation" y que era mucho peor que las entregas en 3D anteriores, es decir, F1 '97  y el primer Formula 1 en 3D de PlayStation.
En febrero de 1999, Formula 1 98 recibió un premio de ventas "Platinum" de parte de Verband der Unterhaltungssoftware Deutschland (VUD), indicando ventas de al menos 200,000 unidades en Alemania, Austria y Suiza.